# Nojeva barka
Nojeva barka, četrnaesti studijski album srpskog rock sastava Riblja čorba. Objavljen je 16. prosinca 1999. u izdanju diskografske kuće Hi-Fi Centar.

## Popis pjesama
Tekstovi: Bora Đorđević. 
| Br. | Skladba              | Skladatelj        | Trajanje |
| --- | -------------------- | ----------------- | -------- |
| 1.  | »16 noći«            | Merle Travis      | 3:15     |
| 2.  | »Posle dobrog ručka« | Đorđević, Aleksić | 4:23     |
| 3.  | »Pevač«              | Aleksić           | 3:09     |
| 4.  | »Nojeva barka«       | Aleksić           | 4:52     |
| 5.  | »Izgubljen slučaj«   | Đorđević          | 5:06     |
| 6.  | »Gde si«             | Momčilo Bajagić   | 4:00     |
| 7.  | »Gastarbajterska 2«  | Đorđević          | 4:03     |
| 8.  | »Care«               | Đorđević          | 4:11     |
| 9.  | »Leksilium pesma«    | Milatović         | 4:44     |
| 10. | »Vreme ti isteklo«   | Đorđević          | 4:30     |
| 11. | »Princ«              | Božinović         | 4:33     |

## Izvođači
| - Bora Đorđević - vokal - Vidoja Božinović - gitara - Miša Aleksić - bas-gitara - Vicko Milatović - bubnjevi - Vladimir Barjaktarević - klavijature | - Željko Savić - back vokal, akustična gitara (gost) - Saša Đokić - bas-gitara (gost) - Mirko Tomić - gitara (gost) - Branko Marušić Čutura - harmonika (gost) - Slavoljub Kolarević - saksofon (gost) - Srđan Đaković - truba (gost) |

### Produkcija
- Milan Popović, Miša Aleksić - producenti
- Dragutin Jakovljević - snimatelj
- Oliver Jovanović - mastering